# Segersjön, Medelpad
Segersjön är en sjö i Sundsvalls kommun i Medelpad och ingår i Selångersåns huvudavrinningsområde. Sjön har en area på 0,767 kvadratkilometer och ligger 200 meter över havet.

## Delavrinningsområde
Segersjön ingår i det delavrinningsområde (692640-156358) som SMHI kallar för Utloppet av Segersjön. Medelhöjden är 222 meter över havet och ytan är 5,1 kvadratkilometer. Det finns inga avrinningsområden uppströms utan avrinningsområdet är högsta punkten. Vattendraget som avvattnar avrinningsområdet har biflödesordning 3, vilket innebär att vattnet flödar genom totalt 3 vattendrag innan det når havet efter 21 kilometer. Avrinningsområdet består mestadels av skog (79 procent). Avrinningsområdet har 0,75 kvadratkilometer vattenytor vilket ger det en sjöprocent på 14,8 procent.